# Kipepeo kedonga
Kipepeo kedonga is een vlinder uit de familie van de Lycaenidae (kleine pages, vuurvlinders en blauwtjes), uit de onderfamilie van de Polyommatinae (blauwtjes). De wetenschappelijke naam van deze soort is voor het eerst gepubliceerd in 1898 door Henley Grose-Smith.

## Verspreiding
Kipepeo kedonga komt voor in Ethiopië, Somalië, Oeganda, Kenia en Tanzania.

## Waardplanten
Acacia en Valchellia pseudofistula (Fabaceae).